# 渠口乡
渠口乡，是中华人民共和国宁夏回族自治区石嘴山市平罗县下辖的一个乡镇级行政单位。

## 行政区划
渠口乡下辖以下地区：
渠口村、六羊村、红阳村、永光村、金桥村、红旗村、银星村、新桥村、六中村、分水闸村、宏潮村、阮桥村和交济村。